# Stora Skröjstjärnen
Stora Skröjstjärnen är en sjö i Mora kommun i Dalarna och ingår i Dalälvens huvudavrinningsområde.